# Ghetto Gospel
Ghetto Gospel ist ein Lied des US-amerikanischen Rappers Tupac Shakur, dessen Refrain von dem britischen Sänger Elton John gesungen wird. Der Song wurde postum als zweite Single seines neunten Studioalbums Loyal to the Game am 25. April 2005 veröffentlicht.

## Inhalt
In Ghetto Gospel rappt Tupac Shakur über das Leben der Unterschicht in den Ghettos der Vereinigten Staaten. Dabei berichtet er von moderner Sklaverei, Rassismus und Armut und setzt sich dafür ein, „den Krieg auf den Straßen zu beenden“, wobei er die ermordeten Aktivisten Malcolm X und Bobby Hutton erwähnt. Er selbst sehe sich nicht als Vorbild, aber habe aus seinen Fehlern gelernt und hoffe auf eine friedliche Zukunft ohne Rassenunterschiede und Armut. Dabei erwähnt er auch Gott, der noch mehr für ihn vorgesehen habe.

“Those who wish to follow me (Ghetto gospel)

I welcome with my hands

And the red sun sinks at last

Into the hills of gold

And peace to this young warrior

Without the sound of guns”

## Produktion
Der Song wurde von dem US-amerikanischen Rapper und Musikproduzenten Eminem zusammen mit Luis Resto produziert. Beide fungierten neben Tupac Shakur, Deon Evans, Elton John und Bernie Taupin auch als Autoren. Das Lied basiert auf einer bereits 1992 entstandenen Aufnahme von Tupac Shakur, die ursprünglich für die Kompilation A Very Special Christmas 2 gedacht war, jedoch unveröffentlicht blieb. Elton Johns Gesang stammt von dessen Song Indian Sunset aus dem Jahr 1971.

## Musikvideo
Bei dem zu Ghetto Gospel gedrehten Musikvideo führte Nzingha Stewart Regie. Es verzeichnet auf YouTube über 195 Millionen Aufrufe (Stand: Dezember 2024). Das Video zeigt den letzten Tag im Leben eines jungen Mannes, gespielt von J. D. Williams, der abends bei einem Drive-by-Shooting erschossen wird. Zu Beginn ist der Tatort zu sehen, wo sich die Mutter des Ermordeten weinend über diesen beugt, während eine Menschenmenge im Regen davor steht. Anschließend beginnt das Lied und es wird ein Rückblick auf den letzten Tag des späteren Opfers gezeigt. So wacht er morgens auf und trifft sich danach mit Freunden in der Stadt. Später ist der Mann zuhause bei seiner Freundin und spielt mit seinem kleinen Sohn, bevor er im Sonnenuntergang auf dem Dach eines Gebäudes steht. Abends sitzt er im Außenbereich einer Gaststätte, während ein Auto mit getönten Scheiben vorfährt, die Fenster runterfährt und das Feuer eröffnet. Daraufhin fällt der Mann zu Boden und verstirbt in den Armen seiner herbeieilenden Mutter. Somit nimmt das Video Bezug auf Tupac Shakur, der 1996 ebenfalls bei einem Drive-by-Shooting ums Leben kam. Am Ende wird ein Zitat von Tupacs Mutter Afeni Shakur eingeblendet: „Remember to keep yourself alive, there is nothing more important than that.“

## Single

### Covergestaltung
Das Singlecover ist schwarz-weiß gehalten und zeigt Tupac Shakurs Gesicht, das den Betrachter anblickt. Links im Bild befinden sich die dunkelbraunen Schriftzüge Ghetto Gospel und 2Pac, während der Hintergrund weiß ist.

### Titellisten
Single
1. Ghetto Gospel – 3:58
2. Thugs Get Lonely Too (feat. Nate Dogg) – 4:48

Maxi
1. Ghetto Gospel – 3:58
2. Thugs Get Lonely Too (feat. Nate Dogg) – 4:48
3. Ghetto Gospel (Instrumental) – 4:01
4. Ghetto Gospel (Video) – 4:25

### Chartplatzierungen
Ghetto Gospel stieg am 9. Mai 2005 auf Platz acht in die deutschen Singlecharts ein und erreichte vier Wochen später mit Rang drei die höchste Position. Insgesamt hielt sich der Song 21 Wochen lang in den Top 100, davon zehn Wochen in den Top 10. Besonders erfolgreich war das Lied im Vereinigten Königreich, in Australien und Irland, wo es jeweils die Chartspitze belegte. Weitere Top-10-Platzierungen gelangen unter anderem in Österreich, Neuseeland und der Schweiz. In den deutschen Single-Jahrescharts 2005 erreichte das Stück Rang 22.
| ChartsChartplatzierungen     | Höchstplatzierung | Wochen |
| ---------------------------- | ----------------- | ------ |
| Deutschland (GfK)            | 3 (21 Wo.)        | 21     |
| Österreich (Ö3)              | 3 (31 Wo.)        | 31     |
| Schweiz (IFPI)               | 7 (21 Wo.)        | 21     |
| Vereinigtes Königreich (OCC) | 1 (39 Wo.)        | 39     |

| ChartsJahrescharts (2005)    | Platzierung |
| ---------------------------- | ----------- |
| Deutschland (GfK)            | 22          |
| Österreich (Ö3)              | 21          |
| Schweiz (IFPI)               | 35          |
| Vereinigtes Königreich (OCC) | 13          |

### Auszeichnungen für Musikverkäufe
Ghetto Gospel erhielt im Jahr 2018 in Deutschland für mehr als 150.000 Verkäufe eine Goldene Schallplatte. Im Vereinigten Königreich wurde es für über 600.000 verkaufte Einheiten im gleichen Jahr mit Platin ausgezeichnet.

| Land/Region                  | Auszeichnungen für Musikverkäufe (Land/Region, Auszeichnung, Verkäufe) | Verkäufe |
| ---------------------------- | ---------------------------------------------------------------------- | -------- |
| Australien (ARIA)            | Platin                                                                 | 70.000   |
| Dänemark (IFPI)              | Gold                                                                   | 45.000   |
| Deutschland (BVMI)           | Gold                                                                   | 150.000  |
| Neuseeland (RMNZ)            | 2× Platin                                                              | 60.000   |
| Vereinigtes Königreich (BPI) | Platin                                                                 | 600.000  |
| Insgesamt                    | 2× Gold · 4× Platin ·                                                  | 925.000  |

Hauptartikel: Tupac Shakur/Auszeichnungen für Musikverkäufe